# Maxian (sockenhuvudort i Kina, Jilin Sheng, lat 41,10, long 126,15)
Maxian är en sockenhuvudort i Kina. Den ligger i provinsen Jilin, i den nordöstra delen av landet, omkring 320 kilometer söder om provinshuvudstaden Changchun. Antalet invånare är 9 637. Befolkningen består av 4 665 kvinnor och 4 972 män. Barn under 15 år utgör 10,0 %, vuxna 15-64 år 80 %, och äldre över 65 år 9,0 %.
Runt Maxian är det ganska tätbefolkat, med 80 invånare per kvadratkilometer. Närmaste större samhälle är Ji'an, 3,3 km nordost om Maxian. I omgivningarna runt Maxian växer i huvudsak blandskog.
Genomsnittlig årsnederbörd är 1 213 millimeter. Den regnigaste månaden är juli, med i genomsnitt 406 mm nederbörd, och den torraste är januari, med 11 mm nederbörd.